# Clubbed to Death (Lola)
Clubbed to Death (Lola) é um filme francês de 1997 do gênero drama, estrelado por Élodie Bouchez, dirigido por Yolande Zauberman, e co-escrito por Zauberman e Noémie Lvovsky. O enredo do filme gira em torno de um triângulo amoroso que se forma entre Lola (Bouchez), de 20 anos, e o casal que ela encontra em uma rave noturna.

## Créditos
| \| Ator/Atriz \| Papel \| \| ---------------- \| ------------------- \| \| Élodie Bouchez \| Lola \| \| Roschdy Zem \| Emir \| \| Béatrice Dalle \| Saida \| \| Richard Courcet \| Ismael \| \| Gérald Thomassin \| Paul \| \| Luc Lavandier \| Pierre \| \| Alex Descas \| Mambo \| \| Julie Bataille \| Johanna \| \| Philippe Roux \| Motorista do ônibus \| | - Direção: Yolande Zauberman - Cenário: Noémie Lvovsky, Yolande Zauberman - Script: Edmée Doroszlai - Edição: François Gédigier - Música Original: Philippe Cohen Solal, Rob D - Data de lançamento na França: 25 de junho de 1997 |
| Ator/Atriz | Papel |
| Élodie Bouchez | Lola |
| Roschdy Zem | Emir |
| Béatrice Dalle | Saida |
| Richard Courcet | Ismael |
| Gérald Thomassin | Paul |
| Luc Lavandier | Pierre |
| Alex Descas | Mambo |
| Julie Bataille | Johanna |
| Philippe Roux | Motorista do ônibus |

## Música
A música eletrônica instrumental Clubbed to Death, do produtor musical Rob D, foi composta especialmente para ser o tema deste filme.

## Prêmios e Indicações
| Ano  | Prêmio                                     | Categoria                     | Resultado | Ref.  |
| ---- | ------------------------------------------ | ----------------------------- | --------- | ----- |
| 1997 | Semana Internacional de Cine de Valladolid | Espiga de Oro de melhor filme | Indicado  | [ 3 ] |